# Ixora minahassae
Ixora minahassae är en måreväxtart som beskrevs av Cornelis Eliza Bertus Bremekamp. Ixora minahassae ingår i släktet Ixora och familjen måreväxter. Inga underarter finns listade i Catalogue of Life.